# Wiltshire
Wiltshire este un comitat ceremonial al Angliei.

## Orașe
- Amesbury
- Bradford on Avon
- Calne
- Chippenham
- Corsham
- Devizes
- Highworth
- Malmesbury
- Marlborough
- Melksham

Wiltshire
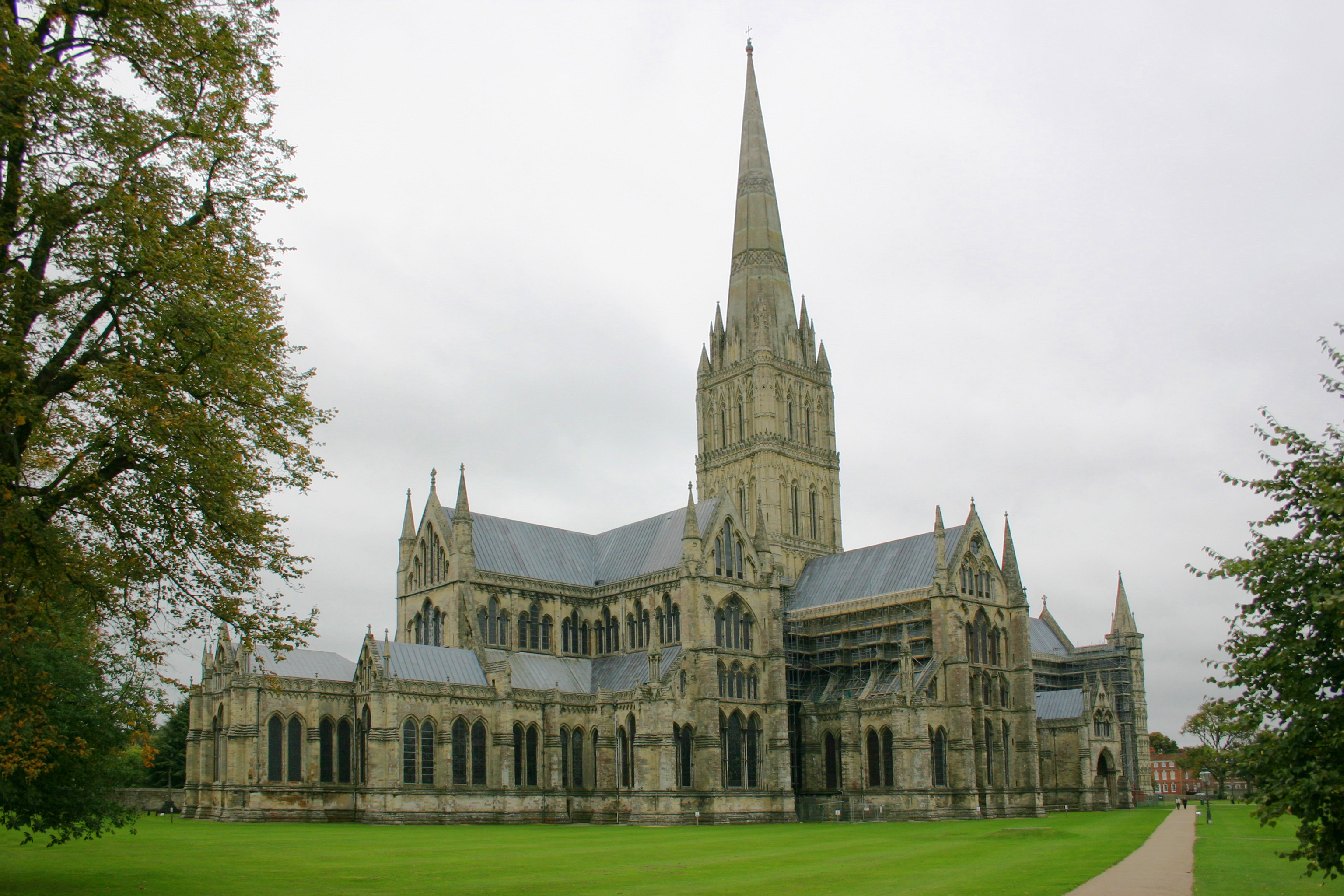
Salisbury
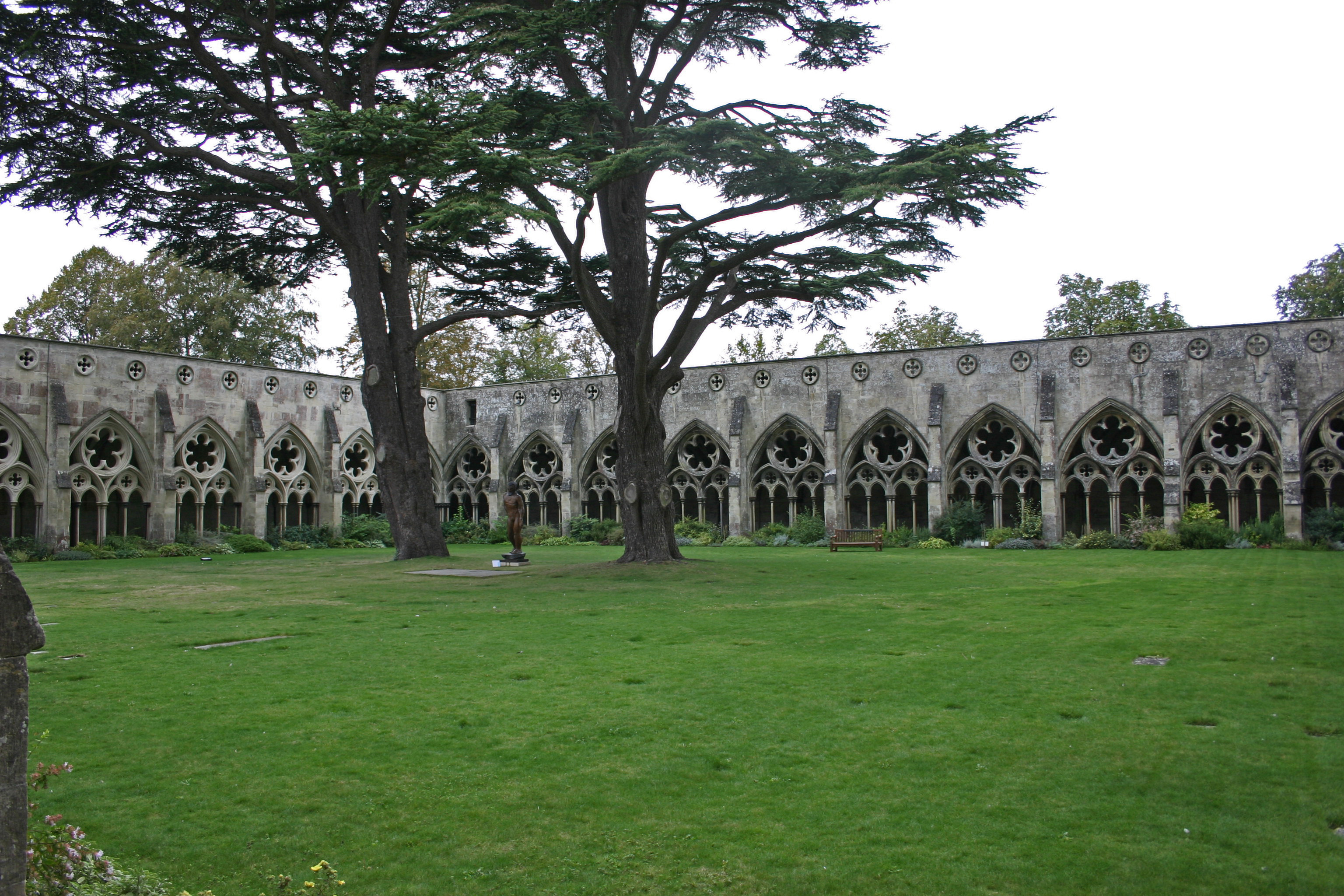
Salisbury
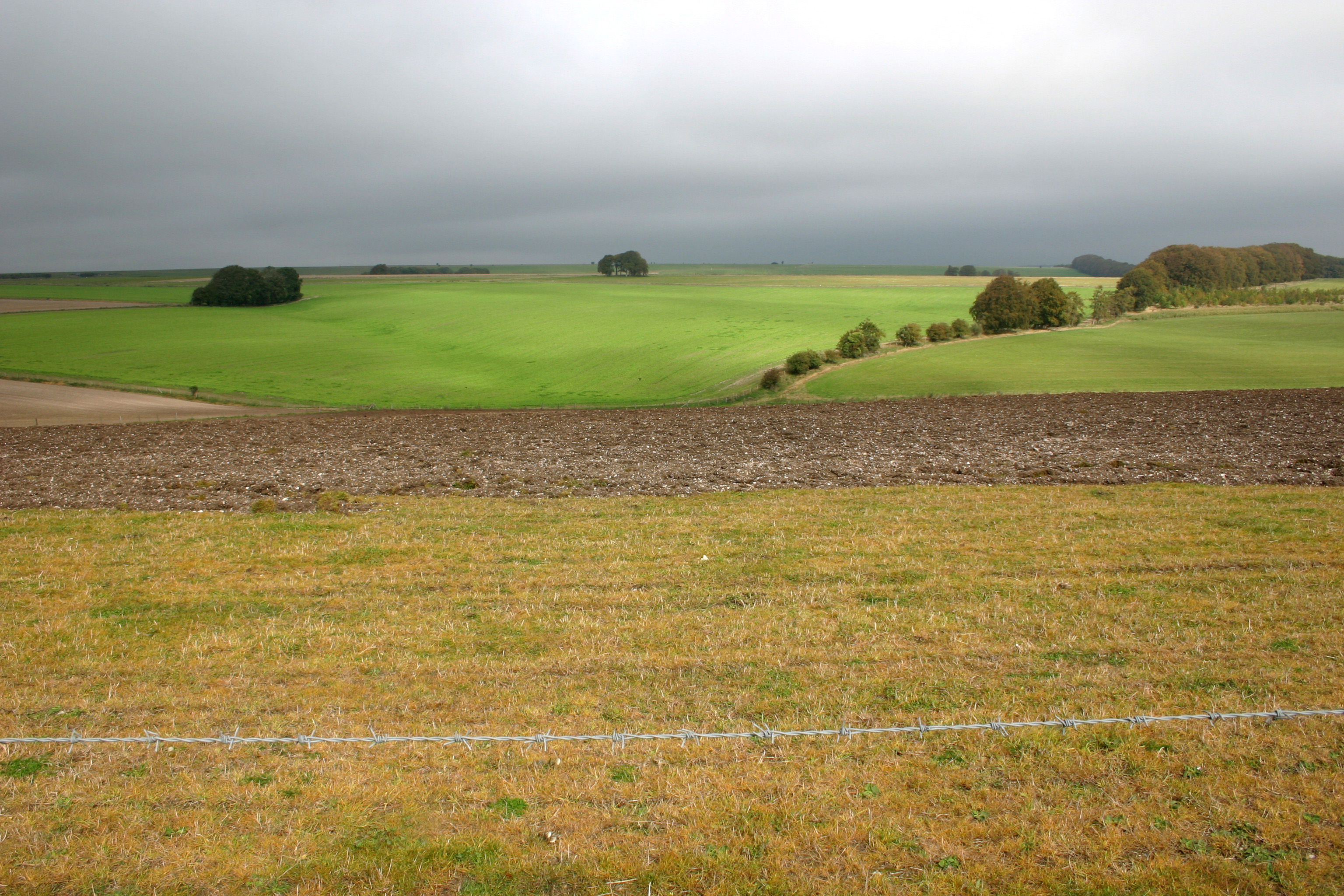
Wiltshire
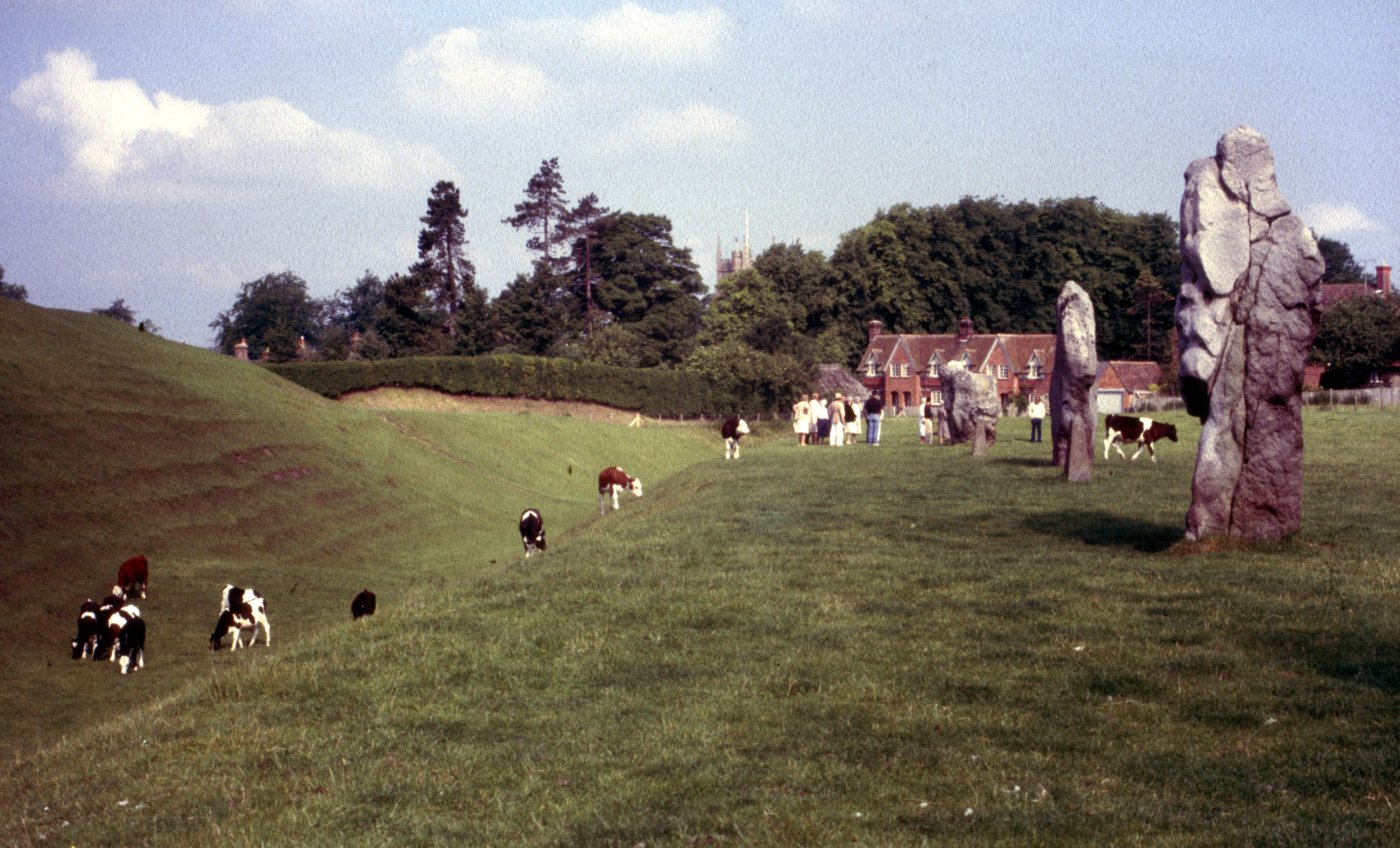
Avebury
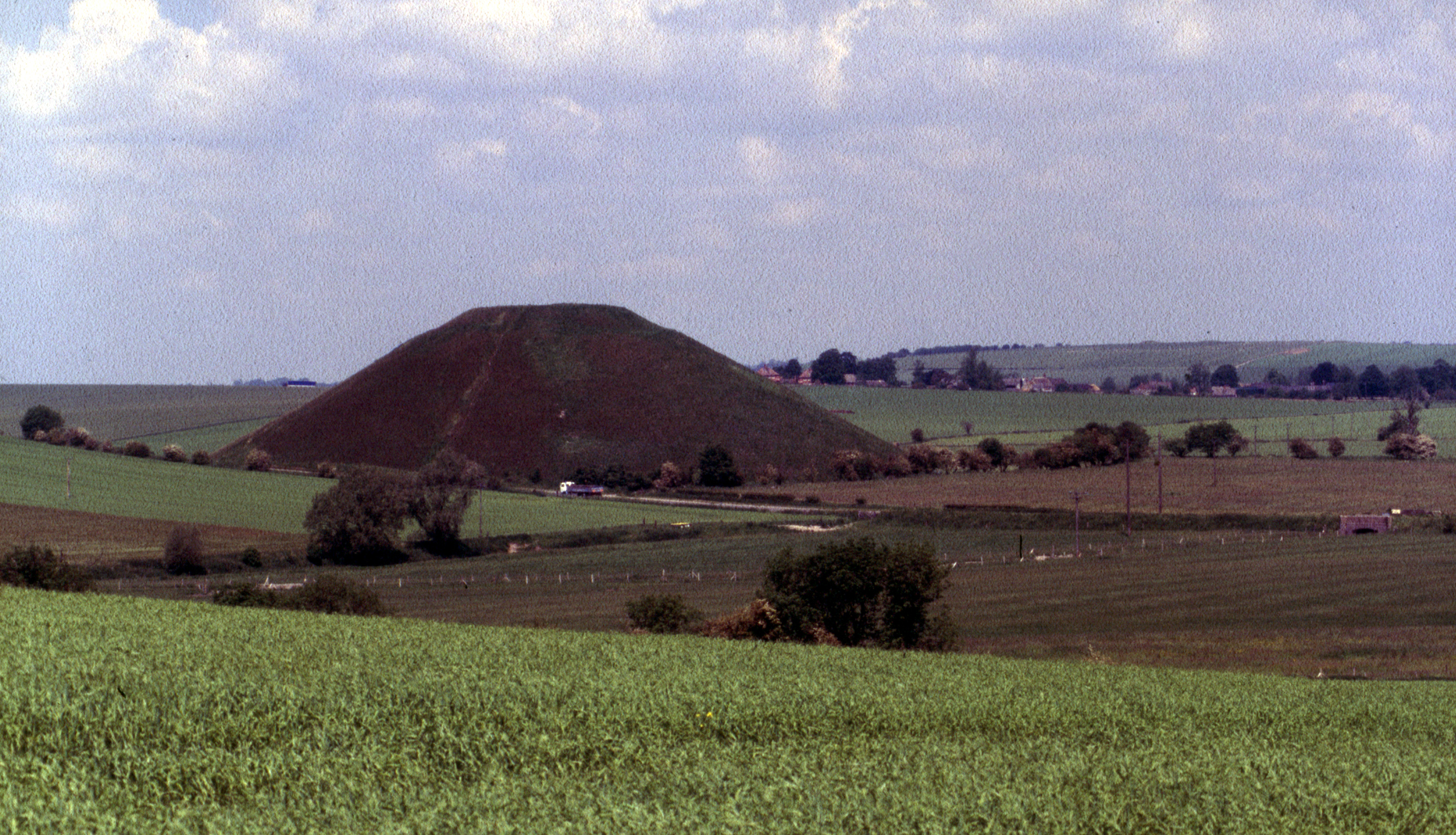
Silbury Hill
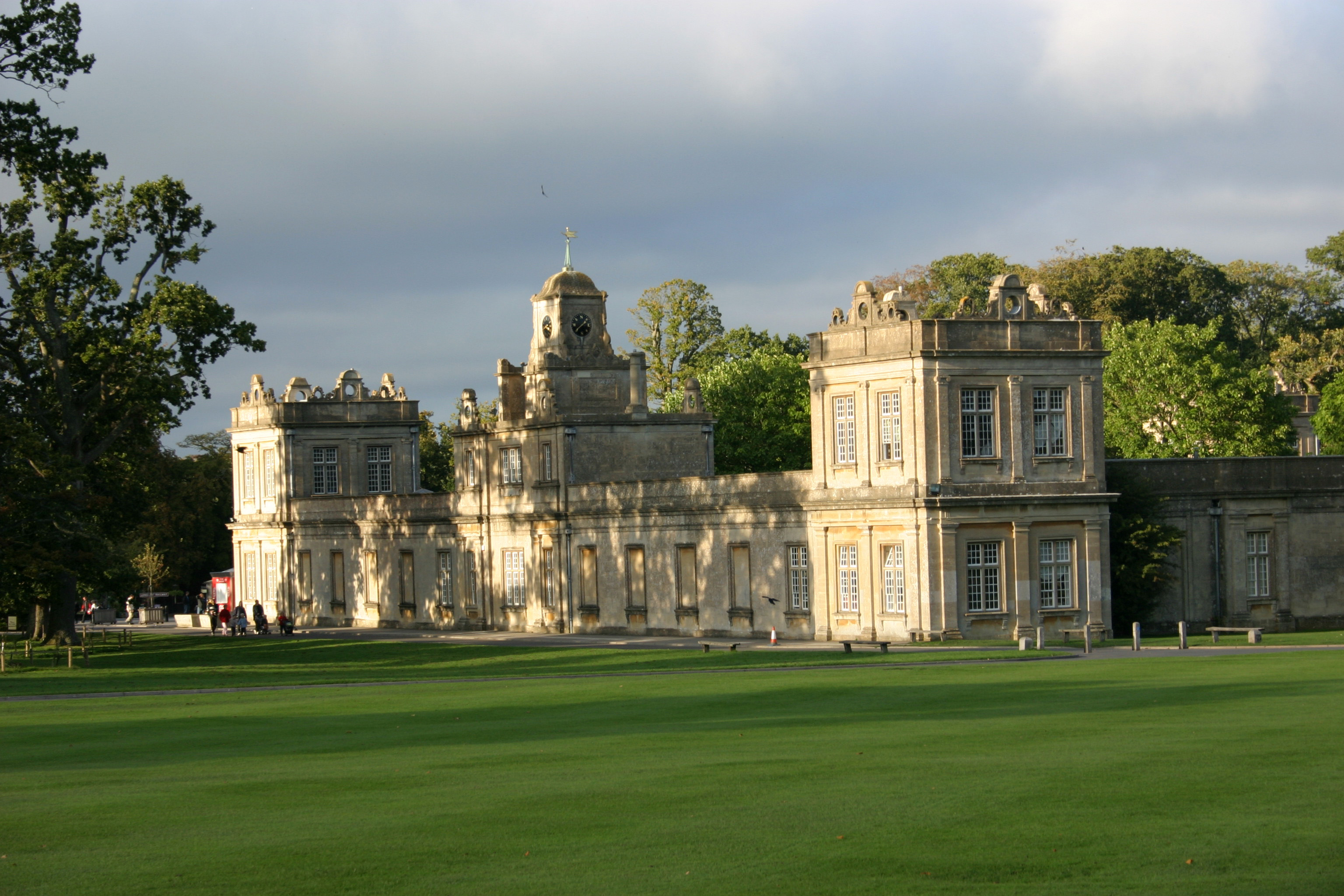
Longleat
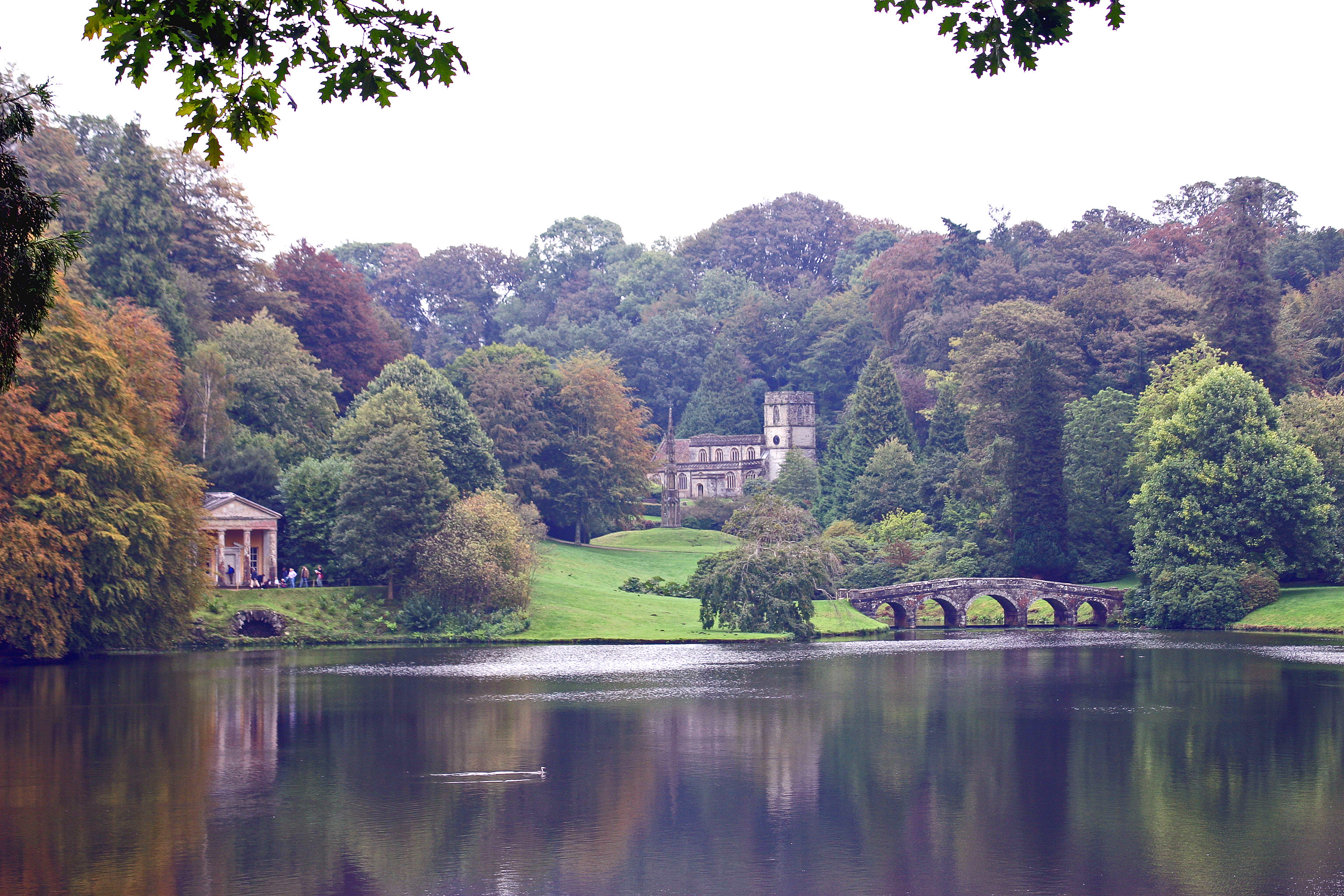
Stourhead
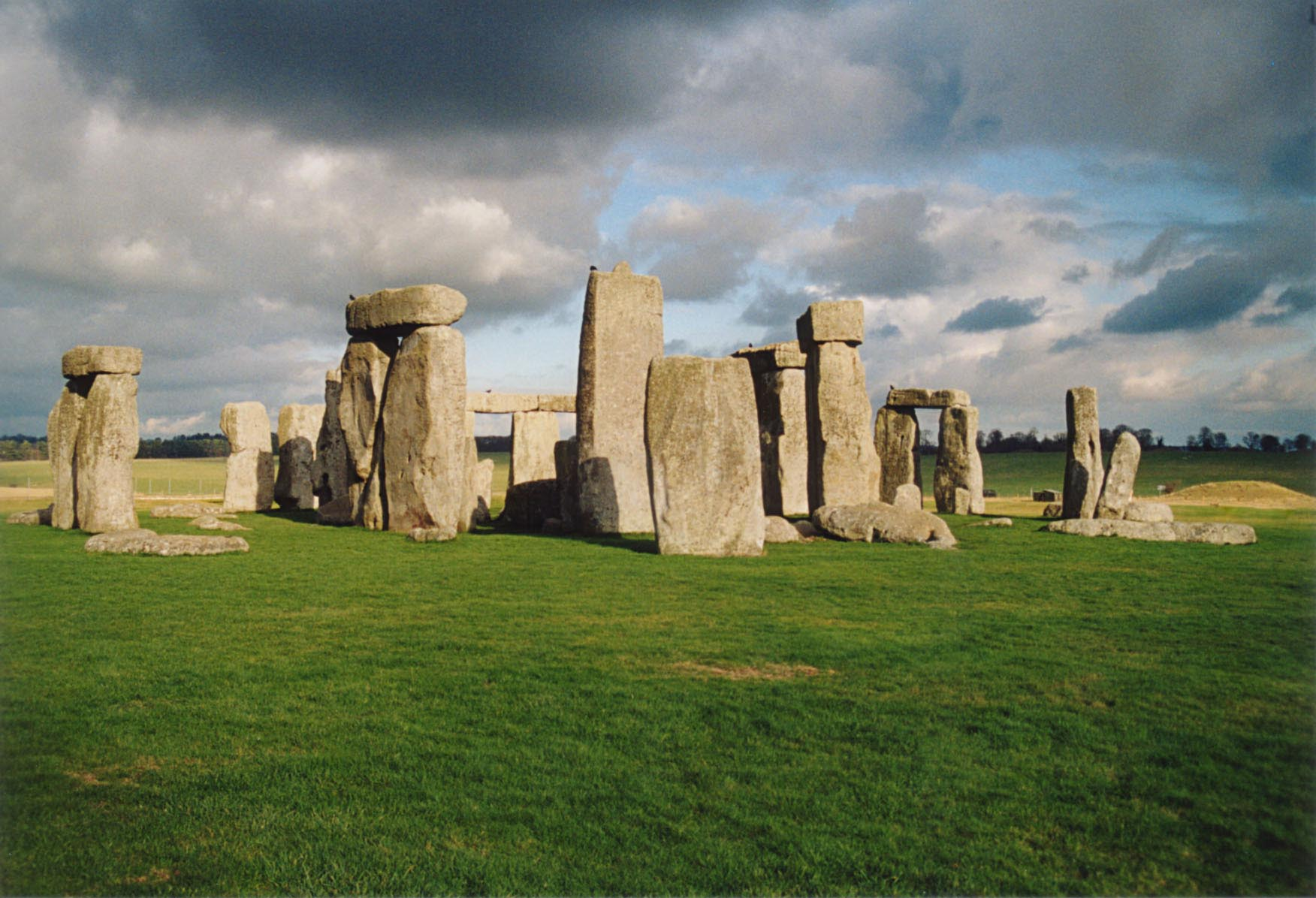
Stonehenge

- Swindon
- Trowbridge
- Warminster
- Westbury
- Wootton Bassett

- Wiltshire
- Salisbury
- Salisbury
- Wiltshire
- Avebury
- Silbury Hill
- Longleat
- Stourhead
- Stonehenge

1. ↑   http://ons.maps.arcgis.com/home/item.html?id=a79de233ad254a6d9f76298e666abb2b Lipsește sau este vid: |title= (ajutor)